# Церковь Санту-Илдефонсу
 Церковь Санту-Илдефонсу (порт. Igreja de Santo Ildefonso) — католическая церковь в городе Порту, Португалия, расположенная в районе Санту-Илдефонсу, посвящённая святому Ильдефонсу Толедскому (порт. Ildefonso de Toledo). Церковь перестраивалась, существующее в настоящее время здание относится к 1739 году. 

## История
До постройки церкви Святого Ильдефонсо на этом месте стояла часовня, известная как Санто-Алифон. Дата его постройки неизвестна, но в нескольких ранних текстах упоминается о его существовании. Самое раннее известное упоминание об этом месте и первоначальной часовне содержится в работе епископа Порту Висенте Мендеса, датированной 1296 годом.
Ветхая часовня, находившаяся под угрозой обрушения, была снесена в 1709 году, и в том же году началось строительство новой церкви. Строительство здания заняло тридцать лет, и, наконец, оно было открыто и освящено 18 июля 1739 года. Первый этап строительства был завершен в 1730 году, когда был закончен основной корпус и тимпан. На втором этапе строительства, с 1730 по 1739 год, были возведены две колокольни, а также были завершены фасад и притвор.